# شاروفارشينا

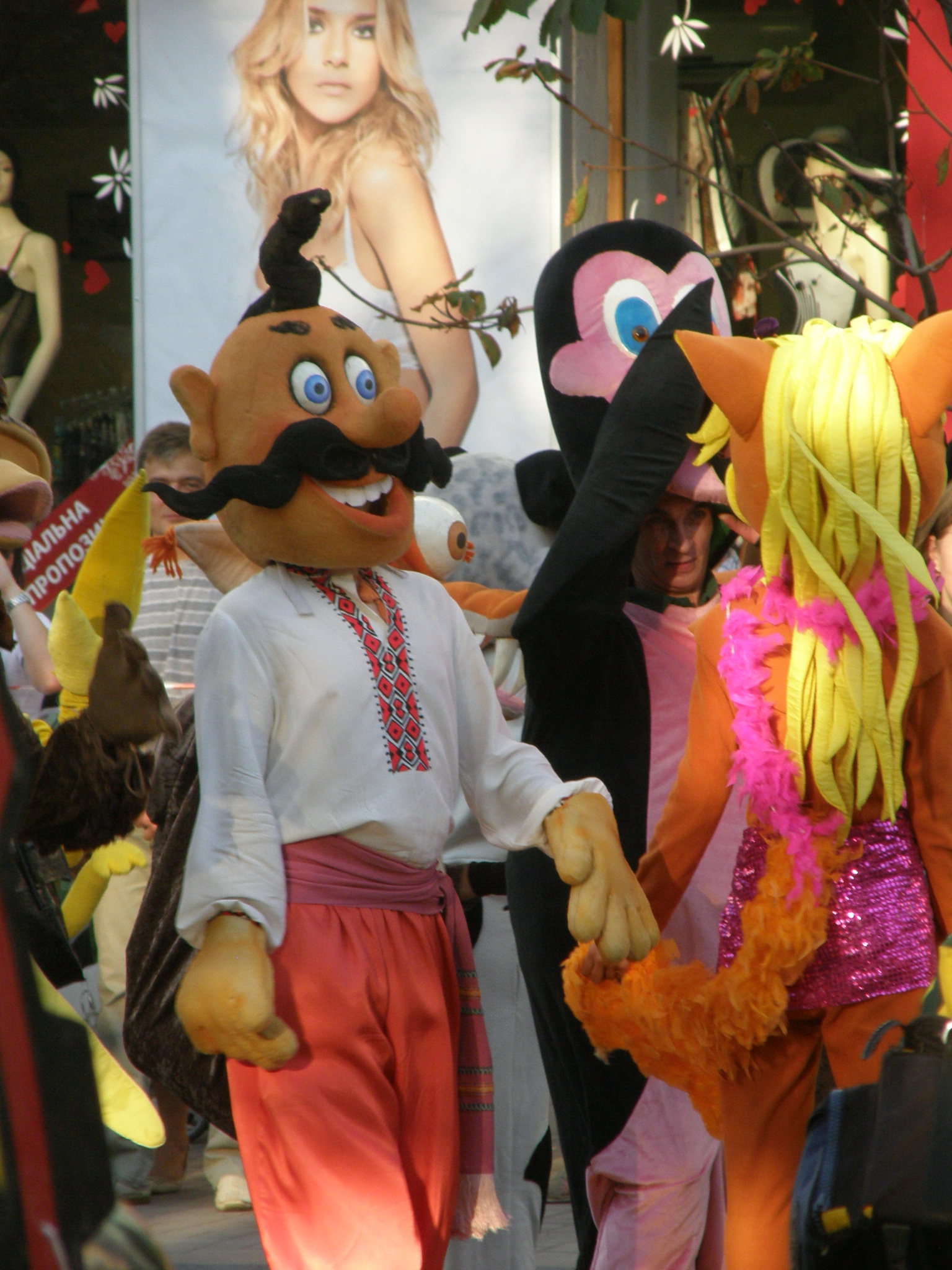
مثال على "الشاروفارية" في الفعاليات الترفيهية العامة في أوكرانيا

شاروفارشينا (أيضًا شاروفارستفو) (بالأوكرانية: Шароварщина)‏ هو مصطلح ثقافي وصحفي، وعادة ما يكون سلبيًا، لتصوير وفهم الثقافة الأوكرانية من خلال العناصر الشعبية الزائفة للأزياء والحياة. "شاروفارشينا" يعرّف الثقافة الأوكرانية بثقافة الفلاحين والقوزاق، بالاعتماد على فولكلورهم وصورتهم المسرحية التي انتشرت في أواخر القرن التاسع عشر. ومع ذلك، فإن ذروة "شاروفارشينا" وانتشار هذا المصطلح حدثت في النصف الثاني من القرن العشرين. 

## الصفات
يُفهم "شاروفارشينا" عادةً على أنه تقليد لثقافة الفلاحين الشعبية التي تحل محل الثقافة الأصيلة. "شاروفارشينا" يخلق الانطباع بأن الثقافة الأوكرانية هي في الأصل فلاحية بالكامل ولا يمكنها أن تتجاوز ثقافة الفلاحين الشعبية؛ أن الظواهر والاتجاهات الفنية الحديثة مستحيلة فيها، ولكنها موجودة فقط كطبقات من الثقافات الأخرى. على سبيل المثال، عندما يتم في أحد الأحداث أداء الأغاني الشعبية فقط باللغة الأوكرانية والأغاني الحديثة باللغة الروسية. وهذا يخلق الانطباع بأن الثقافة الأوكرانية متخلفة، ولا يمكن أن تتطور، ولا توجد إلا كتقليد للماضي. تعرف الناقدة الثقافية الأوكرانية يوليا نيكيشينكو والصحفية فيكتوريا ييرموليفا "شاروفارشينا" على أنها "طريقة لتمثيل الثقافة الأوكرانية والهوية الأوكرانية بمساعدة الفلاحين الشعبيين الزائفين و/أو ملابس القوزاق وعناصر الحياة اليومية".
تتميز "شاروفارشينا" باستبدال الأزياء والمجوهرات الشعبية بأزياء المسرح. على وجه الخصوص، تظهر السراويل الحمراء، التي لم يرتديها الأوكرانيون تاريخيًا، على أنها أزياء شعبية نمطية؛ قمصان مصنوعة من قماش صناعي، وتنورات أطلس، وأكاليل بلاستيكية،  مرجان خشبي؛ تزيين الملابس بأزهار منمقة بألوان زاهية وأنماط غير معهود. يقلل "شاروفارشينا" من تنوع الملابس الأوكرانية، ويختصرها إلى عدد قليل من الأنماط الموحدة. المكونات الأخرى لـ "شاروفارشينا" هي الارتفاع المفرط في شعبية الهوباك،  يتم تقديمها كرقصات مسرحية "شعبية"،  استبدال غناء الكابيلا التقليدي بفرقة الأغاني والرقص؛ تحويل التركيز على مراسم الزفاف إلى الولائم؛  يقتصر المطبخ الأوكراني على الفودكا، سالو، بورش، و فارينيكي.
وفقًا لعالمة الإثنوغرافيا هالينا بوندارينكو وعالمة الأنثروبولوجيا تينا بوليك، تتميز "شاروفارشينا" بتقليد الثقافة التقليدية، والمهرجانات ذات التحيز التجاري، والموقف الظرفي (تصبح الظاهرة الثقافية "شاروفارشينا" فقط في سياق معين)، والذهاب إلى النقيضين. وهذا يجعلها تشبه الفن الهابط.

## أصل المصطلح

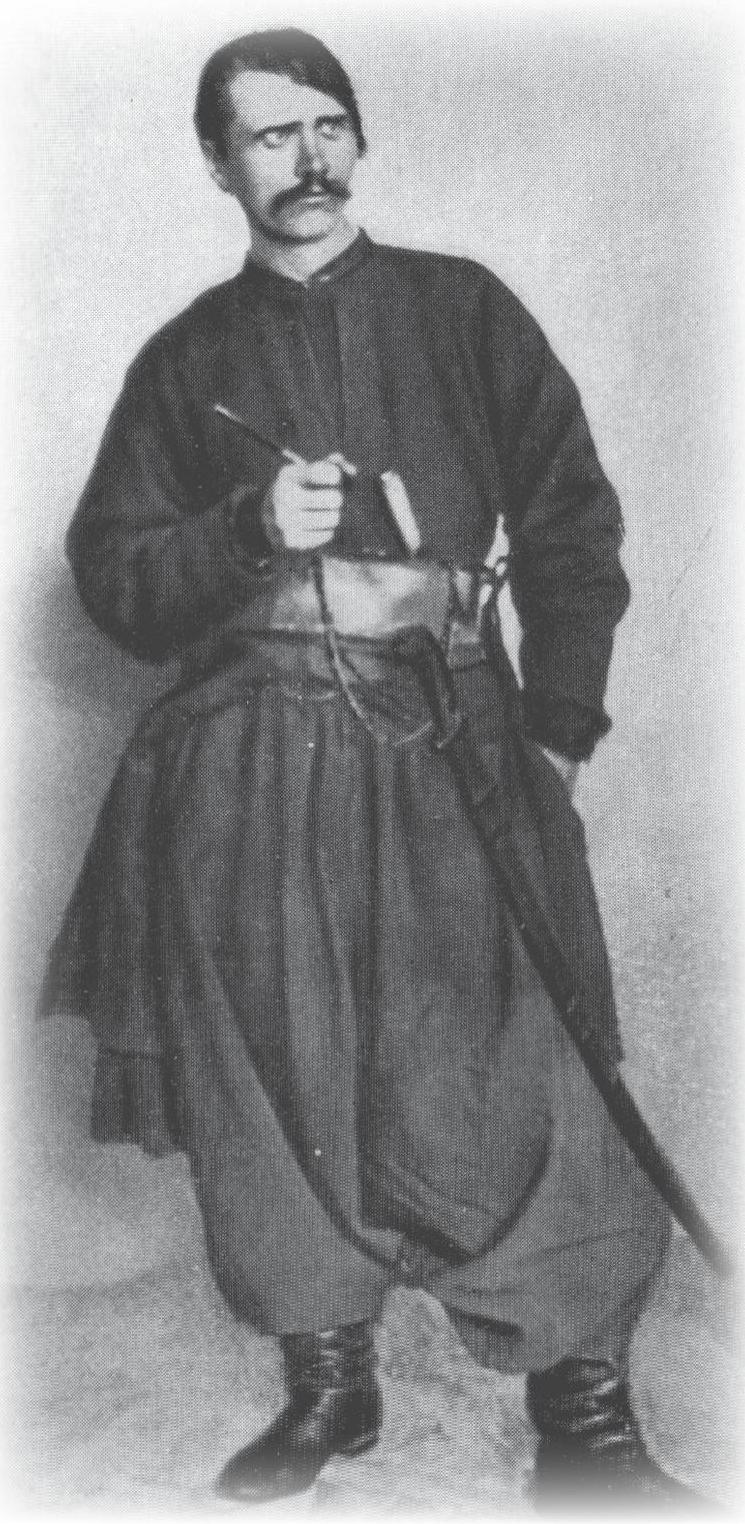
دميترو يافورنيتسكي باعتباره القوزاق، حوالي 1885-1890 ص.

لم يتم تسجيل أول استخدام لكلمة "شاروفارشينا". وفقا للمعلم الأوكراني المهاجر هريهوري فاشينكو، فإن المصطلح يأتي من البلاشفة. الكلمة موجودة في الصحافة السوفيتية في حقبة " البيريسترويكا " في الثمانينيات، وعلى وجه الخصوص، في أوكرانية، استخدمها الشاعر والصحفي أولكسا يوشينكو.
ومع ذلك، فإن الناقد الثقافي الأوكراني أناتولي ماكاروف يطلق على أسلاف "الشاروفارنيكي" "جالوشنيكي" - المحافظون في كييف في أواخر القرن التاسع عشر الذين "نظموا التصفيق في عروض الفرق شبه البلاجانية التي قدمت مهزلة السوق على أنها دراما وطنية أوكرانية". على أية حال، فإن ظاهرة تمثيل الثقافة الأوكرانية من خلال حياة الفلاحين حصريًا كانت معروفة بالفعل وانتُقدت في تسعينيات القرن التاسع عشر. وقد لاحظ ذلك إيفان فرانكو، وليسيا أوكرينكا، وسيمون بيتليورا. فيما يتعلق بالإثنوغرافيا البدائية الشائعة في نادنيبريانشينا في الإمبراطورية الروسية ما قبل الثورة، صاغ ميكولا خفيلوفي مصطلح "التنوير" (من مجتمعات التنوير ). تم وصف "التنوير" على أنه عروض مسرحية "تشبه الهوباتشكا" تقدمها فرق الهواة وفرق التمثيل.
غالبًا ما يرتبط مفهوم "شاروفارشينا" بالسراويل الواسعة، القوازق شاروفاري، والتي أصبحت لباسًا نمطيًا للقوزاق بفضل اليد الخفيفة لعلماء الإثنوغرافيا في القرن التاسع عشر، ولا سيما دميترو يافورنيتسكي. الأفكار التي عبر عنها في كتابه "زابوريزهيا في بقايا العصور القديمة وتقاليد الشعب" (1888)، الذي نُشر بدعم مالي من فاعل الخير وجامع الأعمال الأوكراني فاسيل تارنوفسكي، أصبحت الأساس للصورة الرومانسية للقوزاق. تم التقاط هذه الصورة (بنطلون أحمر واسع، وقميص مطرز، وسمك الرنجة ) وتكرارها من قبل مجموعات مسرحية متنقلة. وقد تم تسهيل ذلك أيضًا من خلال الترجمة الخاطئة لكتاب المهندس الفرنسي ورسام الخرائط العسكري غيوم ليفاسور دي بوبلان "وصف أوكرانيا..." (1660)، والذي يذكر "السراويل"، ولكن في الأصل - سراويل الكتان الضيقة كالسوني .
نسخة أخرى تربط "شاروفارشينا" بأنشطة المخرج الأوكراني بوريس شارفاركو، الذي ينظم منذ عام 1977 حفلات وعروض على النفقة العامة، حيث تم تقديم الموسيقى الأوكرانية "الحديثة" مع أغاني لفنانين روسيين وروس. ومن هنا جاء البديل "شاروفارشينا".

## ظاهرة "شاروفارشتشينا" في أوكرانيا السوفيتية

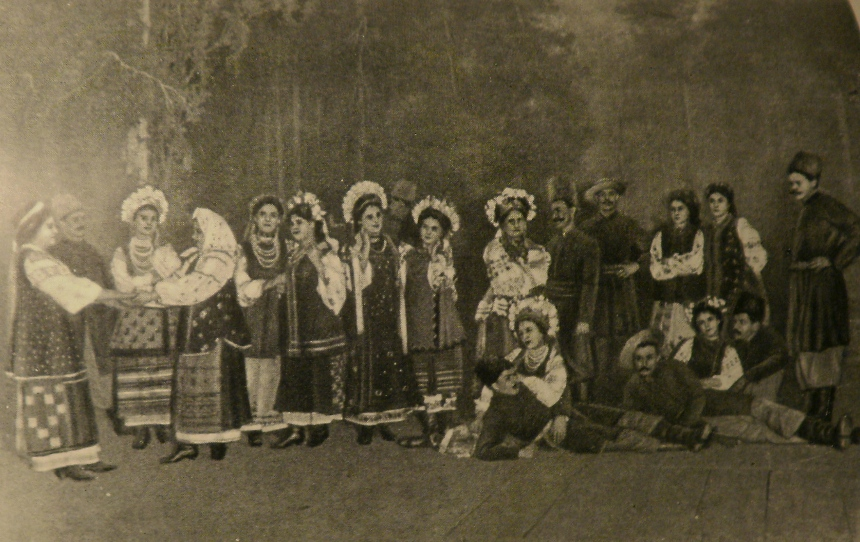
كان للأزياء المسرحية تأثير كبير على تشكيل "شاروفارشينا" (مشهد من مسرحية م. ستاريتسكي غرق، 1964 ص.

يعزو بعض الباحثين ظهور "شاروفارشينا" إلى نهاية القرن التاسع عشر، لكن معظمهم يعترفون بالعصر السوفييتي باعتباره وقت ظهوره أو تكثيفه. وفقًا لهالينا بوندارينكو وتينا بوليك، تظهر "شاروفارشينا" عندما تصبح الثقافة الشعبية ناجحة تجاريًا، عندما يكون هناك طلب عليها.
في عام 1930، عرّف جوزيف فيساريونوفيتش ستالين الثقافة السوفييتية بأنها "وطنية في الشكل واشتراكية في المضمون"،  لذلك، أصبح استبدال الأزياء الشعبية الأصيلة لشعوب الاتحاد بالأزياء الشعبية الزائفة أحد العناصر الرئيسية للسياسة الثقافية. من اتحاد الجمهوريات الاشتراكية السوفياتية. وأبرز الأمثلة على "شاروفارشينا" في الفترة السوفيتية هو العرض السينمائي " في سهوب أوكرانيا " (1952، إخراج - حنات يورا )، الذي يصف قصة رئيسين للمزارع الجماعية، هالوشكا وتشاسنيك، ضد الحكومة. خلفية صورة شاعرية مزيفة للطبيعة الأوكرانية، حيث لا تنقل الشخصيات الرئيسية في التطريزات الشعبية الزائفة شخصية الشعب "المتقدم" في الاتحاد السوفيتي بقدر ما تنقل صورة "الروس الصغار" للأوكرانيين.
يرتدي أبطال الفيلم العرضي " الفراعنة " (1964) (من إخراج إسحاق شماروك ) نفس المطرزات الشعبية الزائفة، مما يؤكد تأكيد العديد من الباحثين حول "الإقليمية" لصورة الثقافة الأوكرانية داخل الاتحاد السوفييتي. على وجه الخصوص، كتب أولكسندر ريزنيك: "تم استكمال وظيفة "العرض" للفولكلور في اتحاد الجمهوريات الاشتراكية السوفياتية من خلال وظيفتها الإقليمية، والتي عكست عقيدة عدم جدوى جميع اللغات والثقافات الوطنية لاتحاد الجمهوريات الاشتراكية السوفياتية، باستثناء اللغة الروسية. وفي حين كان لا يزال يُسمح للثقافات الأخيرة بأن تكون "عالمية" في موضوعاتها ووسائل التعبير عنها، كان لا بد من أن تكون الثقافات الأخرى "ملونة وطنياً"، وهو ما يعني عملياً الحفاظ عليها في أشكال قديمة. هكذا ظهرت ظاهرة "ثقافة البنطلونات" البدائية.
منذ عام 1977، كان المدير الرئيسي للمهرجانات والبرامج الثقافية في الاتحاد السوفيتي هو بوريس شارفاركو، الذي ارتبط اسمه أيضًا بترويج "شاروفارشينا". أصبحت "شاروفارشينا" راسخة في الثقافة في السبعينيات والثمانينيات. ساهمت الجوقات الشعبية في انتشارها: جوقة فيريوفكا، ومسرح كييف سونغ "دزهيريلا"، والتي شكلت بأزياءها المسرحية ومخزونها نظرة مشوهة للثقافة الشعبية الأوكرانية باعتبارها من بقايا الماضي  .

## ظاهرة "شاروفارشينا" في أوكرانيا الحديثة

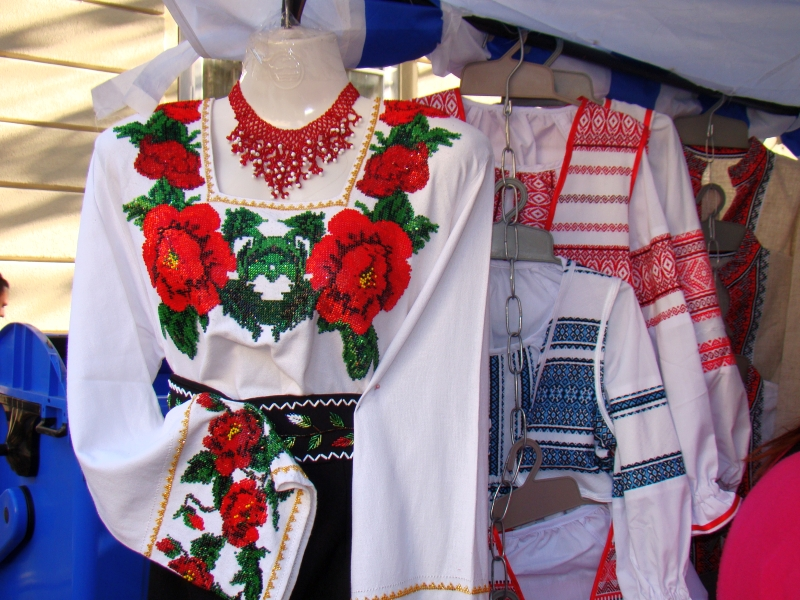
إحدى سمات "شاروفارشتشينا" مشرقة وغير معتادة على أنماط الملابس التقليدية

مع تطور النشاط التجاري في أوكرانيا المستقلة، انتشر "شاروفارشتشينا" ليشمل الإعلانات والمطاعم العرقية والهدايا التذكارية والمسلسلات وما إلى ذلك، والتي تستخدم بطريقة أو بأخرى عناصر "ملونة وطنيًا". الأمثلة الحديثة لـ "شاروفارشتشينا" هي الحفلات الموسيقية التي أقامها ميخايلو بوبلافسكي - أغاني "سالو"، "فارينيتشكي"، بالإضافة إلى إنتاجات مثل " كفارتال-95"،  أعمال أناتولي هناتيوك، أوكسانا بيكون، وفرقة " كتيبة ليسابيتنيي "، والتي قلدتها العديد من فرق الهواة.
تتناسب صورة وعروض فيركا سيردوشكا مع صورة "شاروفار" لأوكرانيا، على الرغم من أنه يُلاحظ أحيانًا أن هذه شخصية ما بعد الحداثة. في بعض الأحيان، فإن ما يسمى بـ "روك القوزاق" الذي تؤديه الفرق الموسيقية " هايداماكي " و"تين سونتسيا " و" نظام كوزاك" يعتبر أيضًا من "شاروفارشينا". تم الترويج للصورة النمطية للأوكرانيين في فيلم " زفاف مجنون (Crazy Wedding) ".
في العقد الأول من القرن الحادي والعشرين، تم استكمال "شاروفارشينا" بإضفاء الطابع الجنسي على النساء الأوكرانيات في الأزياء الشعبية. تشمل مكونات صورتها قميصًا فضفاضًا، ورقبة كبيرة، وبدون قلادة، ورأسًا مكشوفًا. من الهدايا التذكارية الشهيرة دمى موتانكا، ولكنها ليست ملفوفة، ولكنها مخيطة.
تتجلى منطقة شاروفار على نطاق واسع في ما يسمى بـ "خيال القوزاق". على الرغم من أن إرث نيكولاي غوغول قد عزز ارتباط القوزاق بالتصوف والخيال، إلا أن السياق التاريخي لظهور الأمة الأوكرانية مهم. يعتمد الخيال الغربي بشكل أكبر على الصورة الرومانسية للعصور الوسطى، بينما ينتمي القوزاق إلى أوائل العصر الحديث. في حين أن مصدر إلهام مؤلفي الفنتازيا الغربيين كان في كثير من الأحيان ملاحم وطنية مزيفة، فقد كان بالنسبة للمؤلفين الأوكرانيين روايات تاريخية أكثر بعدًا عن الأساطير (على سبيل المثال، " المجلس الأسود ") أو معالجات فنية متعمدة لموضوع القوزاق (كما هو الحال في جزء " كوبزار " ").
على خلفية الحرب الروسية الأوكرانية، ظهرت العديد من المشاريع التجارية منذ عام 2014 التي تستخدم التطريز القديم الأصيل لإنشاء منتجات حديثة. في الواقع، قاموا بتدمير المنتجات الشعبية التي بقيت حتى ذلك الحين لتحويلها إلى سترات أو أكياس صديقة للبيئة.
الظاهرة ذات الصلة هي "بيرقدار ششينا" (من أغنية "بيرقدار" )، وهي تغطية كوميدية أحادية الجانب للحرب الروسية الأوكرانية في الثقافة الجماهيرية الأوكرانية.

## تقييمات الظاهرة
كتب المؤرخ والعالم السياسي والشخصية العامة ميكولا تومينكو في عام 1996 أن الأوكرانيين بحاجة إلى حكومتهم الخاصة لرفع مستوى ثقافتهم الوطنية. إذا كانت الحكومة تشارك وجهات النظر السوفييتية (الروسية) أو تتعاطف مع الثقافة الروسية، فسيظل التمثيل الواسع للثقافة الأوكرانية "شاروفارشينا".
كتبت المؤرخة دارينا ميشينكو أن "شاروفارشينا" ترسخت إلى حد كبير بسبب رغبة الأوكرانيين بعد استقلال أوكرانيا في الحصول على صورة شعبية مميزة لثقافتهم الخاصة. "كان هناك تعطش لاستعادة ثقافتنا الشعبية المحلية مرة أخرى. لكن لا أحد يريد الخوض في هذا التاريخ [. . . ] لقد جدفنا للتو في كل ما كان في متناول أيدينا." .
تصف الناقدة الموسيقية كاتريا هونشاروك مكان "شاروفارشتشينا" على النحو التالي: إنها "تتأقلم مع مهمتها لجميع الأشخاص المائة". % - إنه بمثابة وسيلة بسيطة للتمييز بين شخص وآخر بالنسبة لممثلي مجموعة عرقية معينة. والأمر مختلف إذا كانت صورة الأمة مبتذلة وبدائية وتحجب المعنى الأعمق لثقافة معينة". .
علق المنتج الموسيقي يوركو زيليني على ظاهرة "شاروفارشتشينا" كبديل متبادل لطبقات مختلفة من الثقافة: "تم رفع مستوى الملهى المنخفض إلى مرتبة الفن الرفيع. ومن هنا لدينا بلاتنيك وسيرديوتشوكس. كل هذا مفروض منذ 25 عاما. تستمر موسيقى البوب "شاروفارشتشينا"، مثل الموسيقى السوفيتية، في خلق صورة مفادها أن الثقافة  أقل شأنا ومنخفضة الجودة.

## أنظر أيضا
- الصورة النمطية العرقية
- فاتنيك (عامية)